# 374th Airlift Wing

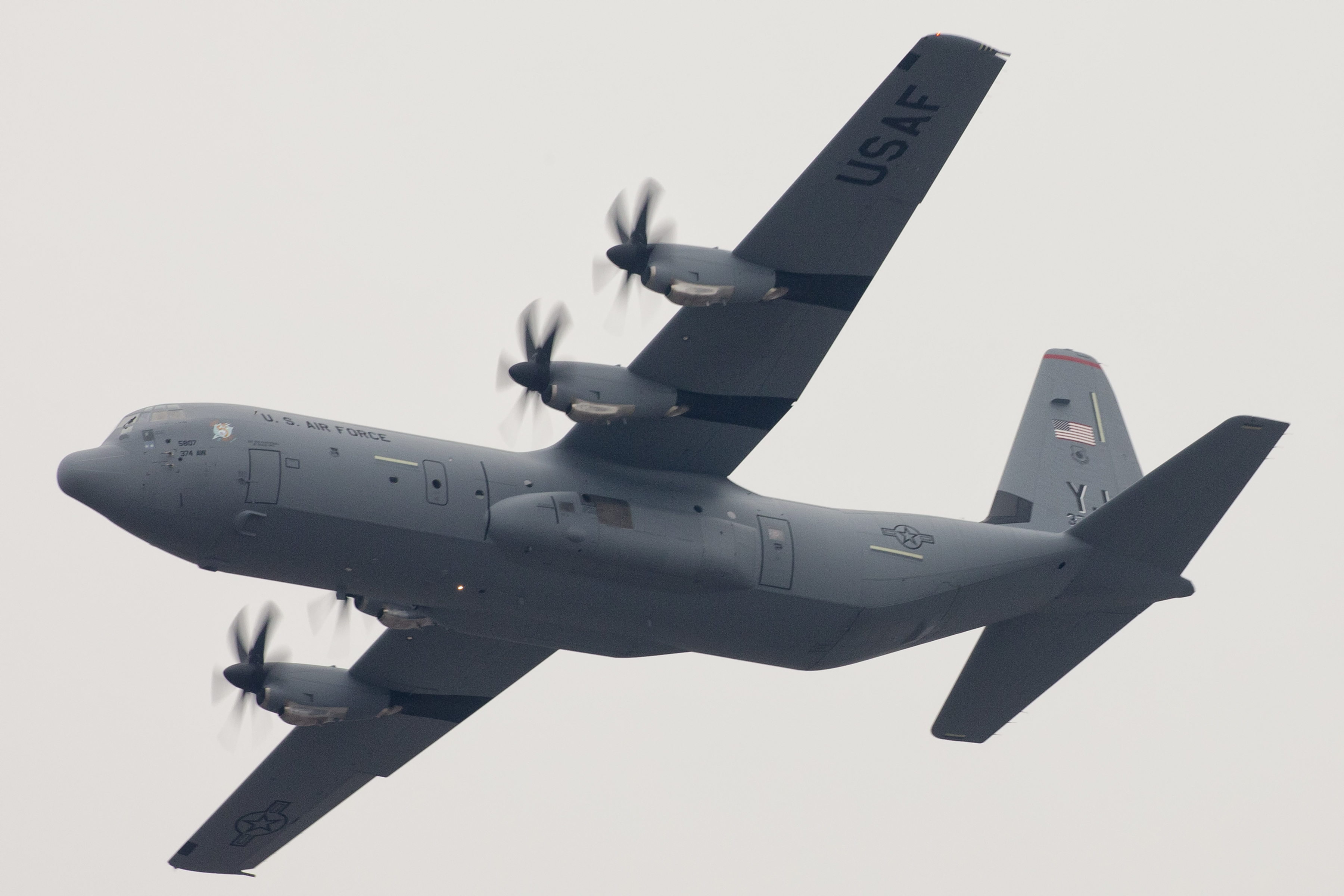
C-130J del 36th AS

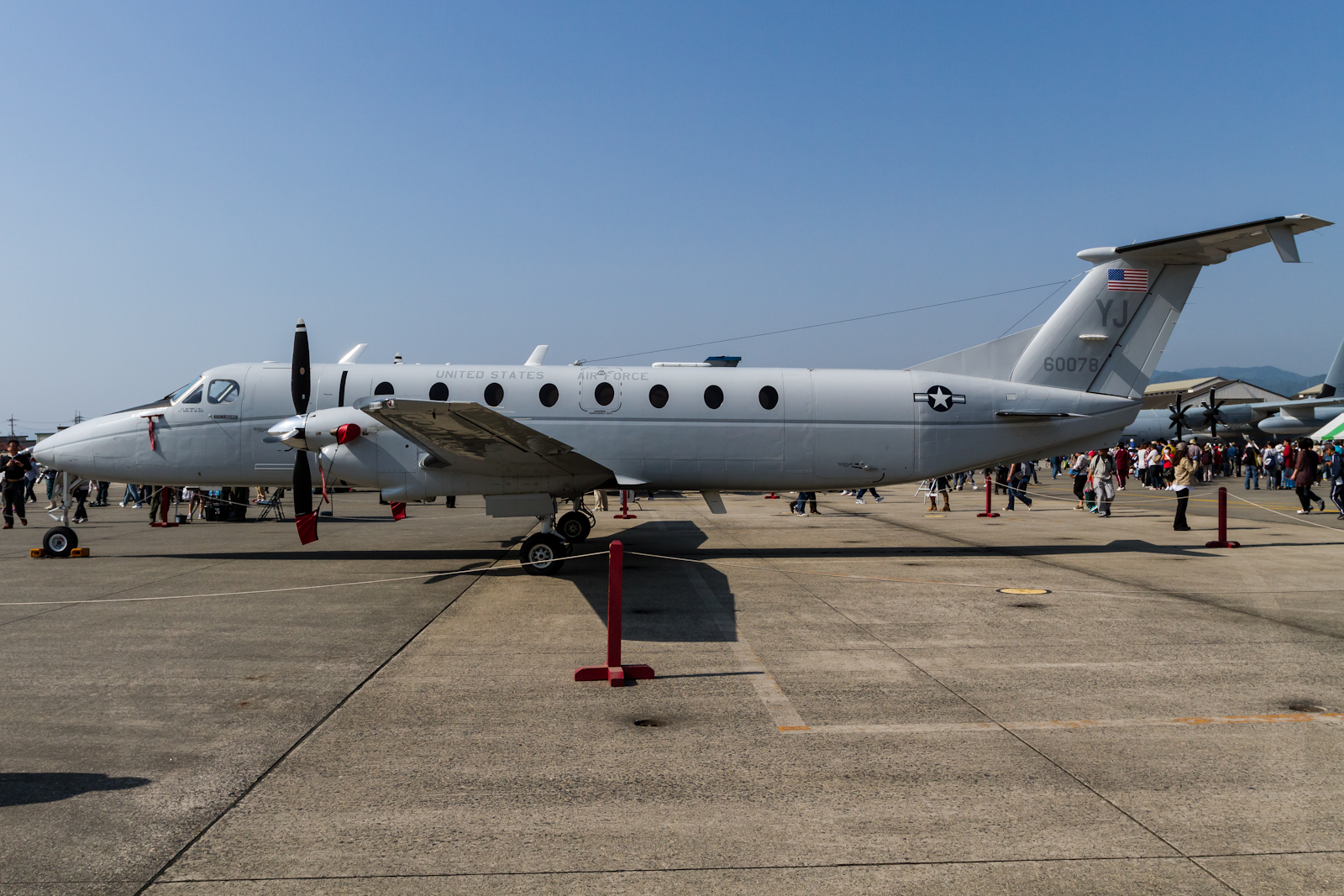
C-12J del 459th AS

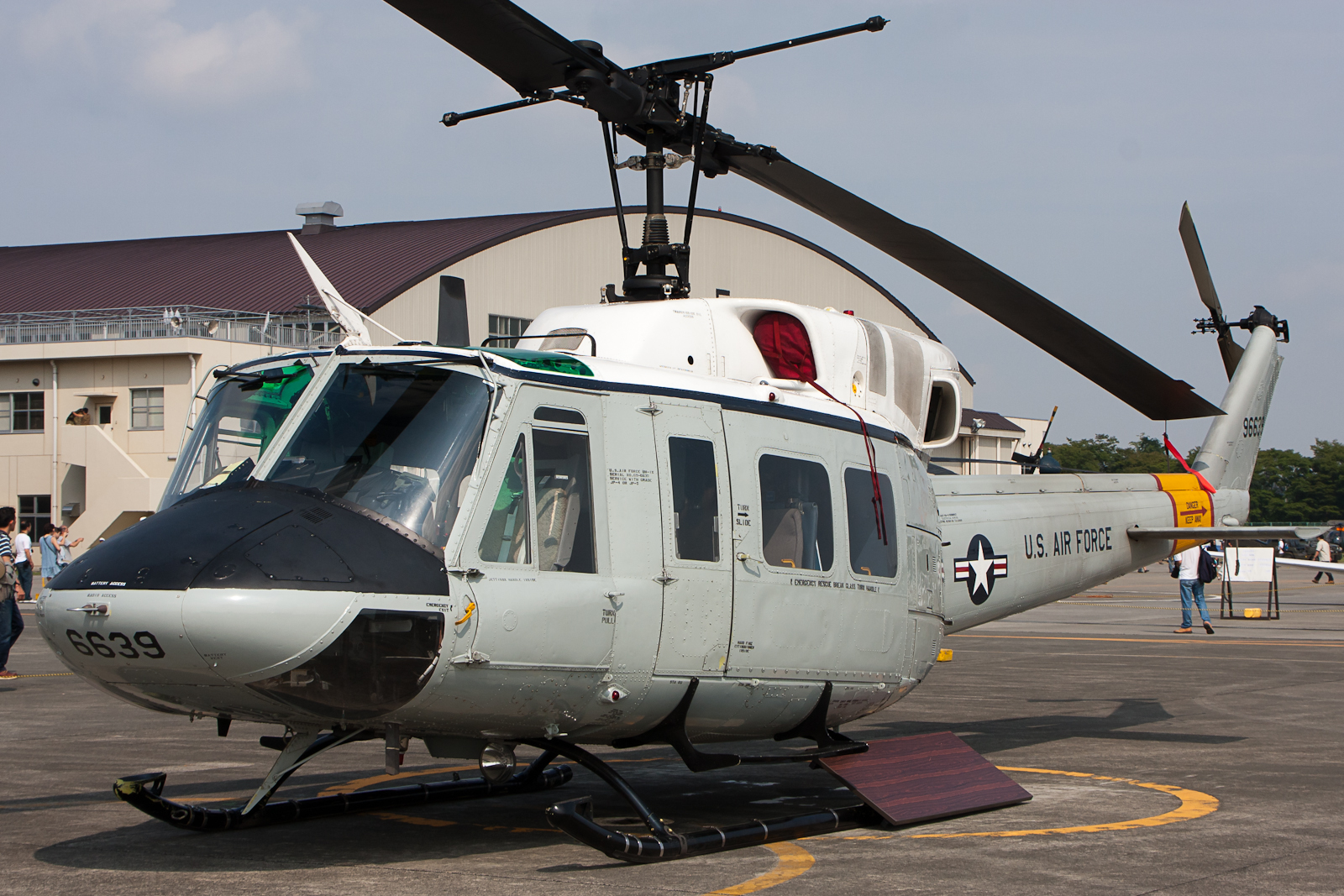
UH-1N del 459th AS

Il 374th Airlift Wing è uno stormo da Trasporto della U.S.Pacific Air Forces, inquadrato nella Fifth Air Force. Il suo quartier generale è situato presso la Yokota Air Base, in Giappone.

## Organizzazione
Attualmente, al maggio 2017, esso controlla:
- 374th Operations Group, codice YJ
  - 374th Operations Support Squadron
  -  36th Airlift Squadron  - Equipaggiato con 14 C-130J
  -  459th Airlift Squadron - Equipaggiato con 3 C-12J Huron e 4 UH-1N
- 374th Maintenance Group
  - 374th Aircraft Maintenance Squadron
  - 374th Maintenance Squadron
  - 374th Maintenance Operations Squadron
- 374th Mission Support Group
  - 374th Civil Engineering Squadron
  - 374th Contracting Squadron
  - 374th Communications Squadron
  - 374th Logistics Readiness Squadron
  - 374th Force Support Squadron
  - 374th Security Forces Squadron
- 374th Medical Group
  - 374th Aerospace Medicine Squadron
  - 374th Dental Squadron
  - 374th Medical Operations Squadron
  - 374th Medical Support Squadron
  - 374th Surgical Operations Squadron
- 374th Comptroller Squadron